# Minut
Un minut (de símbol min) és una unitat de temps que es divideix en 60 segons. Cada 60 minuts fan 1 hora.
Un minut (de símbol ′) també és una unitat de mesura d'angles en el pla, corresponent a cadascuna de les seixanta parts en què es divideix un grau. Comprèn 60 segons angulars.
Un minut centesimal és una altra mesura angular, que és la centèsima part d'un grau centesimal.

## Equivalències
Les relacions d'equivalència següents vinculen al minut amb altres unitats de mesura de temps:
1 dia = 24 hores = 1.440 minuts
1 setmana = 7 dies = 10.080 minuts
1 any comú = 525.600 minuts
1 any de traspàs = 527.040 minuts
1 minut = 60 segons

## Etimologia
Ve del llatí "(pars) minuta prima" que vol dir primera part menuda (fraccionària), significant el primer dígit o part fraccionària en el sistema sexagesimal manllevat dels sumeris i babilonis. Així mateix el "segon" prové del llatí "(pars) minuta secunda" és a dir, segon dígit o part fraccionaria.

## Història
Des de principis del segon mil·lenni abans de Crist, els mesopotàmics comptaven en base 60 usant una numeració posicional derivada del sistema numèric de tipus additiu i de base mixta dels sumeris. Aquest sistema s'associa generalment a la civilització Babilònia, que va ocupar el sud de Mesopotàmia a partir del 1800 a. C. fins a principis de la nostra era.
El primer registre existent de la subdivisió de l'hora sexagesimalment en minuts, segons, terços i quarts es remunta a l'any 1000 en un comentari de Al-Biruni sobre el còmput dels mesos al calendari jueu.
El 1267, el científic medieval Roger Bacon, escrivint en llatí, va definir la divisió del temps entre llunes plenes com un nombre d'hores, minuts, segons, terços i quarts (horae, minuta, secunda, tertia i quarta) després del migdia en dates del calendari especificades. La introducció del minuter en els rellotges només va ser possible després de la invenció de l'espiral per Thomas Tompion, un rellotger anglès, el 1675.